# Chen Yiwen
Dans ce nom chinois, le nom de famille, Chen, précède le nom personnel Yiwen.
Pour les articles homonymes, voir Chen.
Chen Yiwen, née le 15 juin 1999, est une plongeuse chinoise, championne du monde du plongeon à 1 m en 2019.

## Carrière
Deux ans après avoir termine 4e, elle remporte la médaille d'or du plongeon à 1 m avec un total de 285,45 points lors des Championnats du monde de natation 2019 à Gwangju (Corée du Sud) devant l'Américaine Sarah Bacon et la Sud-Coréenne Kim Su-ji.
Elle remporte aux Jeux olympiques de 2024 à Paris la médaille d'or en tremplin à 3 mètres synchronisé avec Chang Yani.

## Palmarès

### Jeux olympiques
- Jeux olympiques d'été de 2024 à Paris ( France) :
  -  Médaille d’or du tremplin à 3 m
  -  Médaille d’or du tremplin à 3 m synchronisé

### Championnats du monde
- Championnats du monde 2019 à Gwangju ( Corée du Sud) :
  -  Médaille d'or du tremplin à 1 m
- Championnats du monde 2022 à Budapest ( Hongrie) :
  -  Médaille d'or du tremplin à 3 m
  -  Médaille d'or du tremplin à 3 m synchronisé
- Championnats du monde 2023 à Fukuoka ( Japon) :
  -  Médaille d'or du tremplin à 3 m
  -  Médaille d'or du tremplin à 3 m synchronisé
- Championnats du monde 2024 à Doha ( Qatar) :
  -  Médaille d'or du tremplin à 3 m synchronisé
  -  Médaille d'argent du tremplin à 3 m
- Championnats du monde 2025 à Singapour ( Singapour) :
  -  Médaille d'or du tremplin à 3 m
  -  Médaille d'or du tremplin à 3 m synchronisé
  -  Médaille d'or par équipes mixtes

### Jeux asiatiques
- Jeux asiatiques 2018 à Jakarta-Palembang ( Indonésie) :
  -  Médaille d'argent du tremplin à 1 m
- Jeux asiatiques 2022 à Hangzhou ( Chine) :
  -  Médaille d'or du tremplin à 3 m
  -  Médaille d'or du tremplin à 3 m synchronisé